# RJ-45

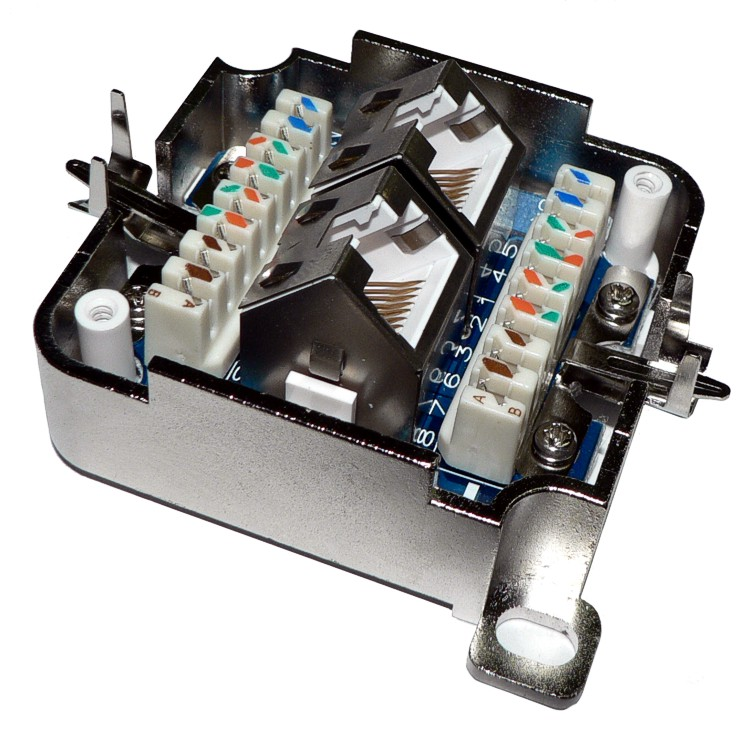
Base RJ-45 doble.

L'RJ-45 és una interfície física usualment utilitzada per a connectar xarxes de cablejat estructurat (categories 4, 5, 5e i 6). RJ és l'acrònim anglès de Registered Jack que alhora és part del Codi Federal de Regulacions dels Estats Units. Conté vuit pins o connexions elèctriques. S'utilitza habitualment en estàndards com EIA/TIA-568B, que defineixen la disposició dels pins o wiring pinout.
Perquè tots els cables funcionin en qualsevol xarxa, se segueix un estàndard a l'hora de fer les connexions. Els dos extrems del cable porten un connector RJ45 amb els colors en l'ordre indicat en les figures 568A i 568B, dels apartats Cable directe i Cable creuat. En telecomunicació, és important saber si es necessita un cable directe o un cable creuat, el concepte està explicat a Mòdem nul.
Una aplicació molt estesa és el seu ús en cables de xarxa Ethernet, on s'acostumen a utilitzar 8 pins (4 parells) propis d'un connector modular (8P8C). Altres aplicacions inclouen terminacions de telèfons (4 pins o 2 parells), altres serveis de xarxa com XDSI i T1, RS232, RJ-11.

## Connexió

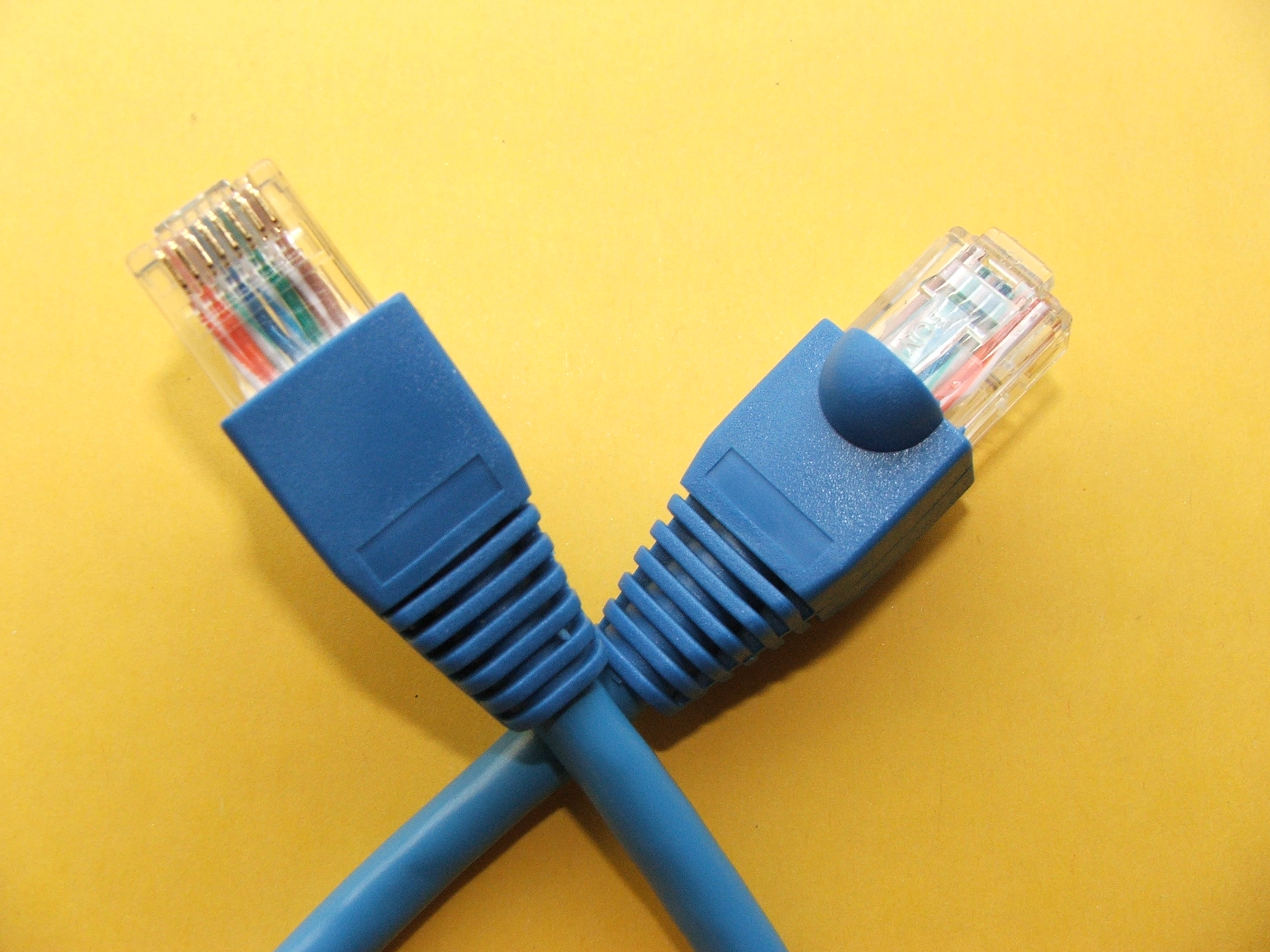
Connectors RJ-45

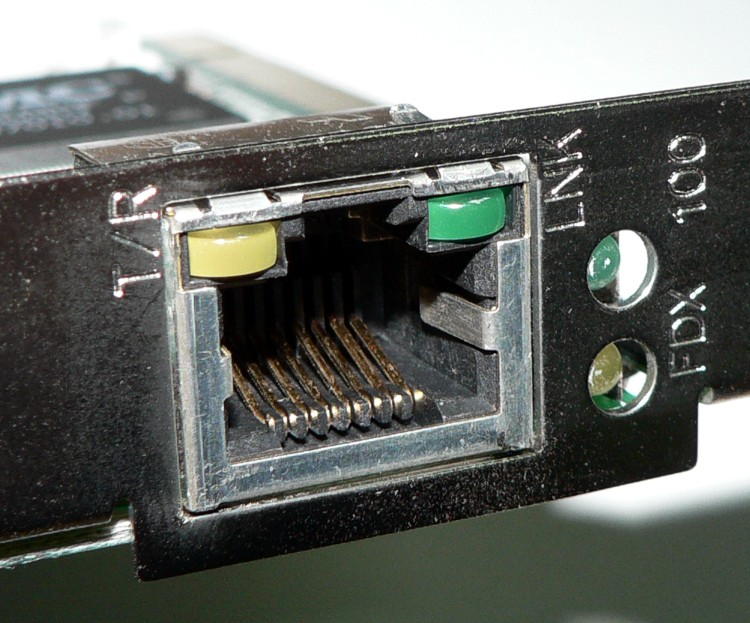
Base RJ-45 en una targeta de xarxa.

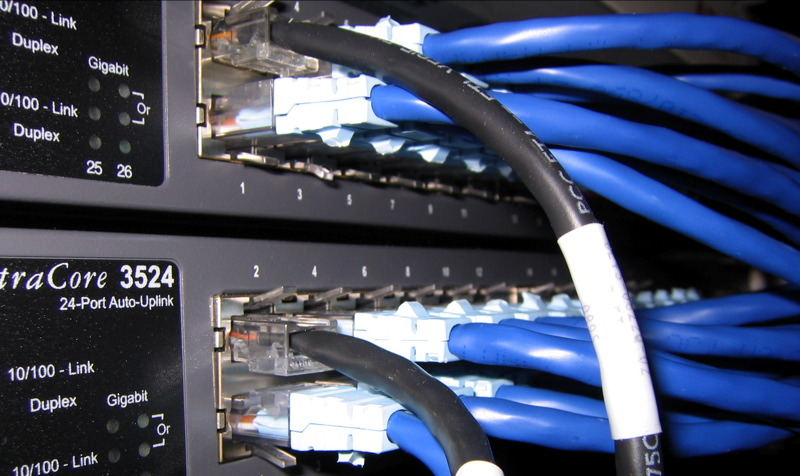
Connexions RJ45 en un commutador Ethernet

| 1 | TX+ Transceiver data+      | Blanc - verd    | Blanc - taronja |               | Blanc - taronja | Blanc - verd |
| 2 | TX- Transceiver data -     | Verd            | Taronja         | Taronja       | Verd            |              |
| 3 | RX+ Receive data+          | Blanc - taronja | Blanc - verd    | Blanc - verd  | Blanc - taronja |              |
| 4 | BDD+ Bi-Directional data+  | Blau            | Blau            | Blau          | Blanc - marró   |              |
| 5 | BDD- Bi-Directional data - | Blanc - blau    | Blanc - blau    | Blanc - blau  | Marró           |              |
| 6 | RX- Receive data -         | Taronja         | Verd            | Verd          | Taronja         |              |
| 7 | BDD+ Bi-Directional data+  | Blanc - marró   | Blanc - marró   | Blanc - marró | Blau            |              |
| 8 | BDD- Bi-Directional data - | Marró           | Marró           | Marró         | Blanc - blau    |              |

## Cable directe
El cable directe de xarxa serveix per connectar dispositius desiguals, com un ordinador amb un concentrador o un commutador. En aquest cas ambdós extrems del cable han de tenir la mateixa distribució. No hi ha cap diferència en la connectivitat entre la distribució 568B i la distribució 568A sempre que en ambdós extrems s'usi la mateixa configuració. En cas contrari parlem d'un cable creuat que esfa servir per conectar "ordinador amb ordinador".
L'esquema més utilitzat en la pràctica és tenir en ambdós extrems la distribució 568B.
```
Cable directe 568A 
```

```
Cable directe 568B 
```

| Pin Nº | Extrem 1      | Extrem 2      |
| ------ | ------------- | ------------- |
| 1      | Pair 2 Wire 1 | Pair 2 Wire 1 |
| 2      | Pair 2 Wire 2 | Pair 2 Wire 2 |
| 3      | Pair 3 Wire 1 | Pair 3 Wire 1 |
| 4      | Pair 1 Wire 2 | Pair 1 Wire 2 |
| 5      | Pair 1 Wire 1 | Pair 1 Wire 1 |
| 6      | Pair 3 Wire 2 | Pair 3 Wire 2 |
| 7      | Pair 4 Wire 1 | Pair 4 Wire 1 |
| 8      | Pair 4 Wire 2 | Pair 4 Wire 2 |

## Cable creuat
Un cable creuat és un cable que interconnecta tots els senyals de sortida en un dels connectors amb els senyals d'entrada de l'altre connector, i viceversa, permetent a dos dispositius electrònics connectar-se entre si amb una comunicació full dúplex. El terme es refereix - generalment - al cable ethernet creuat, però d'altres cables poden seguir el mateix principi.
El cable creuat serveix per connectar dos dispositius igualitaris, com dos ordinadors entre si, per al que s'ordenen els colors de manera que no sigui necessària la presència d'un concentrador. Actualment la majoria de concentradors i commutadors permeten connectar-hi cables creuats per comunicar-se entre si. A algunes targetes de xarxa els és indiferent que s'utilitzi un cable creuat o directe, elles mateixes es configuren per poder utilitzar-PC-PC o PC-Hub/switch (Cable creuat automàtic MDI/MDI-X).
Per crear un cable creuat que funcioni en 10/100baseT, un extrem del cable ha de tenir la distribució 568A i l'altre 568B. Per crear un cable creuat que funcioni en 10/100/1000baseT, un extrem del cable ha de tenir la distribució Gigabit Ethernet (variant A), igual que la 568B, i l'altre Gigabit Ethernet (variant B1). Això es realitza perquè el TX (transmissió) d'un equip estigui connectat amb l'RX (recepció) de l'altre i al revés, així el que "parla" (transmissió) és "escoltat" (recepció).
```
Cable creuat 568A/568B
```

| Pin Nº | Extrem 1      | Extrem 2      |
| ------ | ------------- | ------------- |
| 1      | Pair 2 Wire 1 | Pair 3 Wire 1 |
| 2      | Pair 2 Wire 2 | Pair 3 Wire 2 |
| 3      | Pair 3 Wire 1 | Pair 2 Wire 1 |
| 4      | Pair 1 Wire 2 | Pair 1 Wire 2 |
| 5      | Pair 1 Wire 1 | Pair 1 Wire 1 |
| 6      | Pair 3 Wire 2 | Pair 2 Wire 2 |
| 7      | Pair 4 Wire 1 | Pair 4 Wire 1 |
| 8      | Pair 4 Wire 2 | Pair 4 Wire 2 |

```
Cable creuat Gigabit Ethernet (CAS ESPECIAL)
```

## Connectors RJ45
Perquè tots els cables funcionin en qualsevol xarxa, se segueix un estàndard a l'hora de fer les connexions. Els dos extrems del cable (UTP CATEGORIA 4 O 5) portaran un connector RJ45 amb els colors en l'ordre indicat en la figura. Existeixen dues maneres d'unir el cable de xarxa amb el seu respectiu terminal RJ45, el grimpat o escalfat es pot fer de manera manual (encastadora de tenalla) o al buit sense aire mitjançant injectat de manera industrial. La Categoria 5e/TIA-568B recomana sempre utilitzar cable injectat per tenir valors ATT i NEXT fiables. Per usar amb un concentrador o commutador hi ha dues normes, la més usada és la B, en els dos casos els dos costats del cable són iguals:

### Norma A
1. Blanc verd
2. Verd
3. Blanc taronja
4. Blau
5. Blanc blau
6. Taronja
7. Blanc marró
8. Marró

### Norma B
1. Blanc taronja
2. Taronja
3. Blanc verd
4. Blau
5. Blanc blau
6. Verd
7. Blanc marró
8. Marró

## Connexió entre commutadors i concentradors
Dispositius diferents, en aquest cas es poden utilitzar normes AA o BB en els extrems dels cables:
| Una punta (Norma B) | A l'altre costat (Norma B) |
| ------------------- | -------------------------- |
| Blanc taronja       | Blanc taronja              |
| Taronja             | Taronja                    |
| Blanc verd          | Blanc verd                 |
| Blau                | Blau                       |
| Blanc blau          | Blanc blau                 |
| Verd                | Verd                       |
| Blanc marró         | Blanc marró                |
| Marró               | Marró                      |

## Connexió directa PC a PC a 100 Mbps
Si només es volen connectar 2 PC, hi ha la possibilitat de posar l'ordre dels colors de manera que no sigui necessària la presència d'un HUB. És el que es coneix com un cable creuat de 100. L'estàndard que se segueix és el següent:
| Una punta (Norma B) | A l'altre costat (Norma A) |
| ------------------- | -------------------------- |
| Blanc taronja       | Blanc verd                 |
| Taronja             | Verd                       |
| Blanc verd          | Blanc taronja              |
| Blau                | Blau                       |
| Blanc blau          | Blanc blau                 |
| Verd                | Taronja                    |
| Blanc marró         | Blanc marró                |
| Marró               | Marró                      |

## Cable creuat automàtic MDI/MDI-X
La configuració Automàtica MDI/MDI-X està especificada com una característica opcional en el 1000BASE-T standard, el que significa que directament, les interfícies Gigabit treballaran amb tots dos tipus de cables. Aquesta característica elimina la necessitat d'utilitzar cables creuats, fent obsolets els ports uplink/normal i el selector manual de switchs trobat en molts hubs i switchs vells, reduint significativament els errors d'instal·lació.
Cal notar que encara que la Configuració Automàtica MDI/MDI-X està implementada de forma general, un cable creuat podria fer falta en situacions ocasionals en què cap dels dispositius connectats té la característica implementada i/o habilitada. Previ a l'estàndard 1000BASE-T, usar un cable creuat per connectar un dispositiu a una xarxa accidentalment, usualment significava temps perdut en la resolució de problemes resultat de la incoherència de connexió.
Fins i tot per llegat els dispositius 10/100, molts NICs, switches i hubs automàticament apliquen un cable creuat intern quan cal. A més de l'eventualment acordat Automàtic MDI/MDI-X, aquesta característica pot també ser referida a diversos termes específics al venedor que poden incloure: Auto uplink and trade, Universal Cable Recognition i Auto Sensing entre d'altres.